# Meningoencefalite

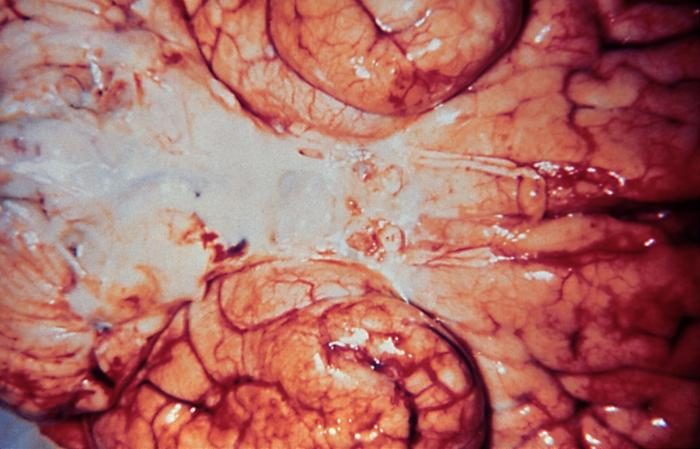
Meningoencefalite por Haemophilus influenzae

Meningoencefalite é um processo inflamatório que envolve o cérebro e meninges, produzido, muitas vezes, por organismos patogênicos que invadem o sistema nervoso central, e ocasionalmente por toxinas, problemas autoimunes e outras condições. Caracteriza-se pelo desenvolvimento de síndrome de irritação meníngea e identificada pela elevação do número de células no líquido cefalorraquidiano (LCR).

## Causas
Existem muitas possíveis causas entre bactérias, vírus, protozoários e outros agentes:
Bacteriana
- Listeria monocytogenes
- Haemophilus influenzae
- Neisseria meningitidis
- Rickettsia prowazekii
- Mycoplasma pneumoniae
- Mycoplasma tuberculosis
- Borrelia burgdorferi
- Leptospira interrogans

Viral
- Arbovírus (vírus transmitidos por insetos ou carrapatos)
- Vírus do Nilo Ocidental
- Vírus do sarampo
- Epstein-Barr virus
- Varicella-zoster virus
- Enterovirus
- Herpes simplex virus (tipo 1 e 2)
- Vírus da caxumba
- HIV (raramente)

Protozoários
- Acanthamoeba
- Naegleria fowleri
- Balamuthia mandrillaris
- Sappinia diploidea
- Trypanosoma brucei
- Toxoplasma gondii

Outras
- Cryptococcus neoformans - fungo.
- Antagonistas do NMDA - exemplo: quetamina.
- Vasculite

## Diagnóstico
Exames de imagem como Tomografia computadorizada, Ressonância nuclear magnética, Eletroencefalografia combinados com exames de sangue e LCR para buscar antígenos ou anticorpos (ELISA, PCR).

## Tratamento
Depende da causa obviamente. Antibióticos para bactérias e protozoários, antivirais, para vírus, antifúngico para fungos, interromper/mudar o medicamento se a causa é farmacológica, etc. Porém é uma doença muito grave e frequentemente fatal mesmo com tratamento.

## Casos notáveis
Foi a causa da morte de um popular apresentador de TV britânico Christopher Price. 
Em maio de 2009, o ex-primeiro-ministro de Nova Gales do Sul (Austrália) Morris Iemma, foi admitido no hospital com meningoencefalite. 
Pesquisas médicas recentes indicam que essa foi a causa da cegueira de Mary Ingalls (irmã mais velha de Laura Ingalls) e não a escarlatina como o livro indica. 